# 贝恩德·内默
贝恩德·内默（德語：Bernd Nehmer，20世纪—），德国男子赛艇运动员。他曾代表西德参加奥地利菲拉赫举办的1976年世界赛艇锦标赛，获得男子轻量级八人单桨有舵手金牌。